# Ronnie Nolan
Ronnie Nolan (Dublín, Estado Libre Irlandés; 22 de octubre de 1933 – 21 de junio de 2023) fue un futbolista de República de Irlanda que jugó en la posición de centrocampista.

## Carrera

### Club
| Periodo   | Club                     | Apariciones | Goles |
| --------- | ------------------------ | ----------- | ----- |
| 1952-1969 | Shamrock Rovers FC       | 297         | 120   |
| 1967      | → Boston Rovers (cedido) | 9           | 0     |
| 1969–1974 | Bohemian FC              | 19          | 0     |

### Selección nacional
Jugó para Irlanda en 10 ocasiones de 1956 a 1962 y anotó dos goles. También representó a la selección de la Liga de Irlanda en 33 ocasiones de 1954 a 1964.

## Logros
Shamrock Rovers
- League of Ireland: 1953–54, 1956–57, 1958–59, 1963–64
- FAI Cup: 1955, 1956, 1962, 1964, 1965, 1966
- League of Ireland Shield: 1954–55, 1955–56, 1956–57, 1957–58, 1962–63, 1963–64, 1964–65, 1965–66
- Leinster Senior Cup: 1963–64
- Dublin City Cup: 1952–53, 1954–55, 1956–57, 1957–58 1959–60, 1963–64, 1966–67
- Top Four Cup: 1955–56, 1957–58, 1965–66
- Salón de la Fama: 1993

Bohemians
- FAI Cup: 1970